# Panzerbrigade 4
De Duitse Panzerbrigade 4 was een Duitse Panzerbrigade van de Wehrmacht tijdens de Tweede Wereldoorlog. De brigadestaf werd als zelfstandige staf opgesteld voor de Panzerregimenten 7 en 8 als zogenaamde “Heerestruppe”. De staf van de brigade vormde Panzerdivisie Kempf, en later werd de brigade de gepantserde component van de 10e Panzerdivisie.

## Krijgsgeschiedenis

### Oprichting
Panzerbrigade 4 werd opgericht op 12 oktober 1937 in Stuttgart in Wehrkreis V.
In eerste instantie werd de brigade uitgerust met de Panzerkampfwagen I en Panzerkampfwagen II. Pas later volgden betere modellen, de Panzerkampfwagen III en Panzerkampfwagen IV.

### Inzet
Als voorbereiding op de veldtocht in Polen in september 1939 (Fall Weiss), werd de staf van de brigade in de zomer van 1939 omgevormd tot de tijdelijke Panzerdivisie Kempf, met onder bevel Panzerregiment 7 en delen van de SS-Verfügungstruppe, met name SS-Standarte 1 “Deutschland”. Panzerregiment 7 was intussen ondergebracht bij de 10e Panzerdivisie. Na deze veldtocht keerde de divisie terug naar Oost-Pruisen eind september 1939 en werd, na een afsluitende overwinningsparade in Neidenburg, op 15 oktober weer opgeheven. De staf heette nu weer Panzerbrigade 4. Op 1 november werd de brigade in de 10e Panzerdivisie opgenomen, en voerde daar weer het bevel over de bekende Panzerregimenten 7 en 8. De brigade vocht als integraal deel van de 10e Panzerdivisie in de veldtocht in het Westen in mei (Fall Gelb) en juni 1940 (Fall Rot).

Omdat uit de ervaringen van de Franse veldtocht naar voren kwam dat de Panzerdivisies toch wel wat log waren en topzwaar in tanks, werd de verhouding tanks-infanterie omgedraaid. Op 18 januari 1941 werd Panzerregiment 8 daarop overgeplaatst naar de nieuwe 15e Panzerdivisie. Met dus alleen Panzerregiment 7 onder bevel, kwam de brigade in actie bij de aanval op de Sovjet-Unie met Operatie Barbarossa op 22 juni 1941. Oprukkend door Wit-Rusland, zijwaartse beweging naar Kiev en vervolgens in Operatie Taifun richting Moskou. Na het mislukken van deze aanval, volgde een terugtrekking tot in het gebied rond Gzjatsk en bleef daar de winter 1941/42. In april werd de divisie naar Frankrijk verplaatst voor opfrissen.

### Einde
Panzerbrigade 4 werd in april 1942 uit de 10e Panzerdivisie verwijderd.

De brigadestaf werd met bevel van 13 november 1941 opgeheven.

### Slagorde
- Panzerregiment 7
  - 1 september 1939: 2 bataljons, met elk 4 compagnieën (1 staf en 3 lichte)
    - in totaal 61 Panzer I, 81 Panzer II, 3 Panzer III, 9 Panzer IV, 10 PzBefw

  - 10 mei 1940: 2 bataljons, met elk 4 compagnieën (1 staf, 1 medium en 2 lichte)
    - in totaal 22 Panzer I, 58 Panzer II, 29 Panzer III, 16 Panzer IV, 9 PzBefw

  - 22 juni 1941: 2 bataljons, met elk 4 compagnieën (1 staf, 1 medium en 2 lichte)
    - in totaal 45 Panzer II, 105 Panzer III, 20 Panzer IV, 12 PzBefw
- Panzerregiment 8
  - 10 mei 1940: 2 bataljons, met elk 4 compagnieën (1 staf, 1 medium en 2 lichte)
    - in totaal 22 Panzer I, 55 Panzer II, 29 Panzer III, 16 Panzer IV, 9 PzBefw

## Commandanten
| Rang                                        | Naam         | Begin           | Eind            |
| ------------------------------------------- | ------------ | --------------- | --------------- |
| Oberst Generalmajor (vanaf 18 januari 1939) | Werner Kempf | 12 oktober 1937 | 12 oktober 1939 |
|                                             | ??           | 12 oktober 1939 | april 1942      |